# Neila Tavares
Neila Marize Tavares (Niterói, 18 de setembro de 1948 — Rio das Ostras, 4 de junho de 2022) foi uma atriz brasileira de teatro, cinema e televisão, e também escritora, jornalista, apresentadora de televisão, autora, roteirista, letrista, produtora,  diretora e repórter
Neila já colaborou com o jornal Folha de S.Paulo e escreveu para as revistas Pais e Filhos, Mulher de Hoje e Ele e Ela; apresentou programa de entrevistas na Rede Manchete e na TVE Brasil.

## Carreira teatral
A carreira de Neila começou quase por acaso. Em 1968, foi chamada para substituir Suely Franco na montagem do Teatro Opinião de O Inspetor Geral, de Gogol.
Com Carlos Gregório e o então marido Paulo César Peréio, compunham a companhia "Bléc-Bêrd" (grafia distorcida de Black Bird, ou "pássaro preto" em inglês), para a qual, depois de muita insistência, Nelson Rodrigues escreveu a peça Anti-Nelson Rodrigues. Em 2014/2015 fez a direção dramatúrgica do espetáculo "O PEQUENO PRÍNCIPE", no Teatro Municipal do Rio de Janeiro, que contou com a participação, entre outras, de Elke Maravilha e Paulo César Peréio. Atualmente reside em Lumiar, onde dirige o grupo teatral Pé-na-Tábua.

## Filmografia

### Cinema
| Ano  | Título                                               | Personagem          |
| ---- | ---------------------------------------------------- | ------------------- |
| 2017 | Cada Vez Mais Longe                                  | Isaura              |
| 2017 | A Família Dionti                                     | Doroteia            |
| 1979 | O Coronel e o Lobisomem                              | Dadá                |
| 1979 | Os Noivos                                            | Vilma               |
| 1979 | As Borboletas Também Amam                            | Matilde             |
| 1978 | O Namorador                                          | —                   |
| 1978 | Os Sensuais: Crônica de Uma Família Pequeno Burguesa | Helena              |
| 1978 | Assim Era a Pornochanchada                           | Ela mesma           |
| 1977 | Um Marido Contagiante                                | Sheila              |
| 1976 | Bandalheira Infernal                                 | —                   |
| 1976 | As Desquitadas em Lua-de-Mel                         | Consuelo            |
| 1975 | As Deliciosas Traições do Amor                       | —                   |
| 1974 | A Estrela Sobe                                       | Judith              |
| 1973 | Vai Trabalhar Vagabundo                              | Grávida no calçadão |
| 1972 | Ali Babá e os Quarenta Ladrões                       | Rosinha             |
| 1971 | Bonga, o Vagabundo                                   | Maria Clara         |
| 1970 | Um Uísque Antes, um Cigarro Depois                   | Maria de Lourdes    |
| 1970 | Marcelo Zona Sul                                     | Psicóloga           |
| 1969 | A Penúltima Donzela                                  | —                   |
| 1969 | Memória de Helena                                    | Márcia              |

### Televisão
| Ano  | Título                   | Personagem                 | Notas                              |
| ---- | ------------------------ | -------------------------- | ---------------------------------- |
| 2012 | As Brasileiras           | Anita Muniz                | Episódio: "A Doméstica de Vitória" |
| 1998 | Você Decide              | —                          | Episódio: "Indecisão"              |
| 1980 | Chega Mais               | Dominique Airosa Cerqueira |                                    |
| 1980 | Carga Pesada             | —                          | Episódio: "Frente Carioca"         |
| 1978 | Sinal de Alerta          | Roberta                    |                                    |
| 1976 | O Casarão                | Célia                      |                                    |
| 1976 | Anjo Mau                 | Teresa                     |                                    |
| 1975 | Gabriela                 | Anabela Fernandes Prado    |                                    |
| 1972 | Tempo de Viver           | Bailarina                  |                                    |
| 1971 | Nossa Filha Gabriela     | Esther Villanova           |                                    |
| 1969 | Enquanto Houver Estrelas | Mirela                     |                                    |
| 1969 | O Retrato de Laura       | —                          |                                    |

## Livros
- Histórias Maravilhosas para Ler e Pensar
- Os Mais Belos Pensamentos dos Grandes Mestres do Espírito
- Orações para Pessoas de Todos os Credos